# رستمية (شلاهي)
رستمية (بالفارسية: رستمیه) هي قرية تقع في إيران في قسم شلاهي الريفي. يقدر عدد سكانها بـ 371 نسمة بحسب إحصاء 2016.